# Inondations au Queensland (2010-2011)

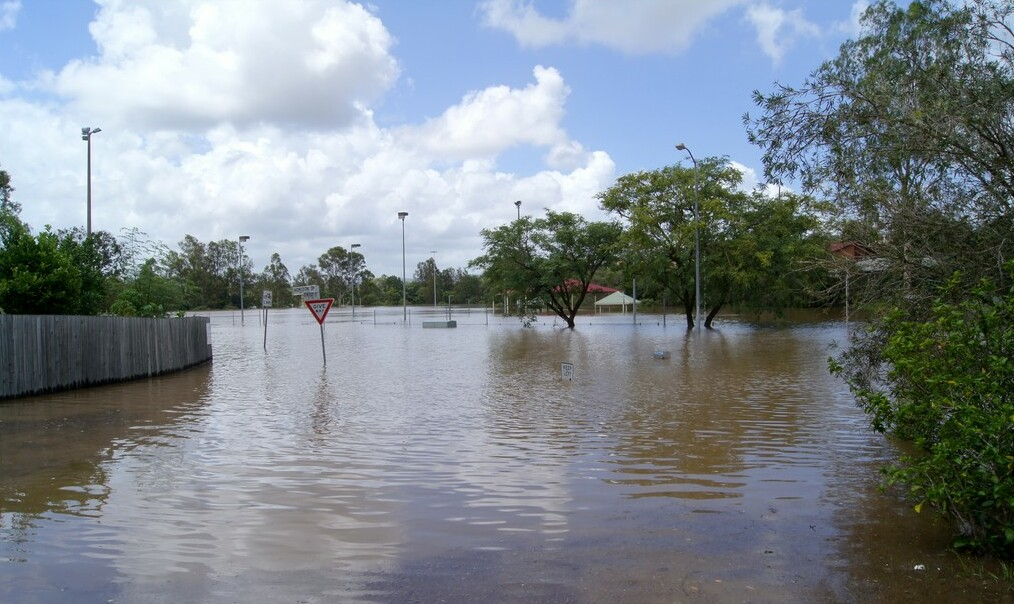
Inondations à Brisbane de décembre 2010.

Les inondations au Queensland de décembre 2010 et janvier 2011 se réfèrent à une série d'inondations dans le nord-est de l'Australie, principalement dans la zone du Queensland.

## Événements
Des milliers de personnes ont été évacuées des villes et villages alentour. Au moins 22 villes et plus de 200 000 habitants ont été touchés. Les dommages ont été estimés initialement à plus d'un milliard de dollars australiens mais ont été revus ensuite à plus de 30 milliards $AUS. De vastes zones du sud et du centre du Queensland ont été touchées par les eaux. Approximativement 300 routes ont été fermées, incluant les neuf autoroutes principales. Des chemins de fer et des mines ont également été inondés. Le prix des fruits et des légumes a considérablement augmenté depuis les inondations.

## Historique

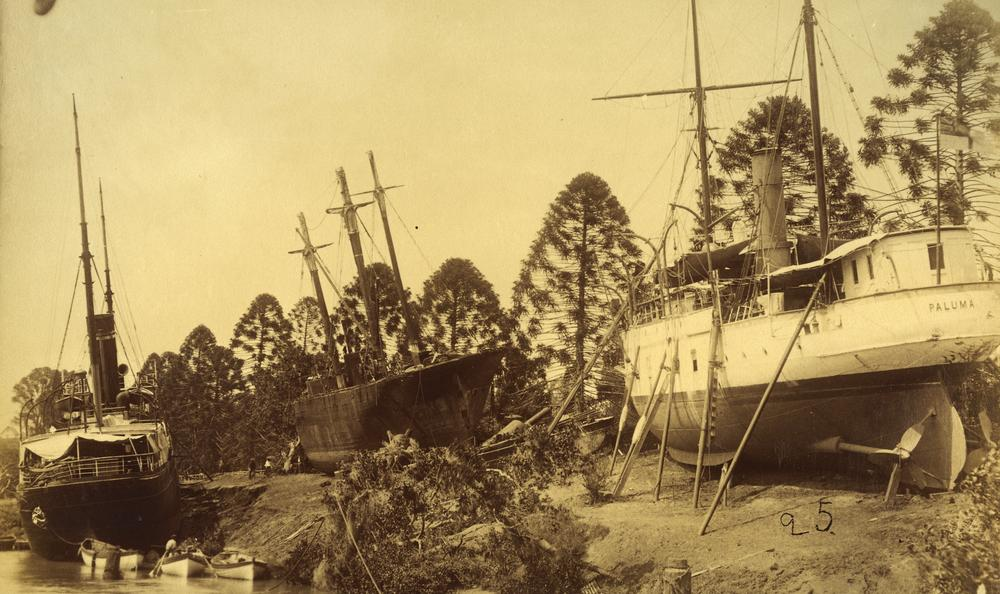
Trois bateaux échoués dans les jardins botaniques de Brisbane, en 1893. Le Paluma et ces deux autres petits cargos se sont échoués lors de la décrue de la rivière Brisbane qui a fait suite à l'inondation de 1893

Cette région plate est vulnérable aux inondations induites par les précipitations qui gonflent le fleuve Brisbane et des sols qui peinent à absorber les arrivées brutales d'eau. L'urbanisation de la vallée, et la périurbanisation ont dans doute également augmenté le risque pour les biens et personnes.
Les inondations de 2010 ont été causées par de fortes précipitations dues à la tempête tropicale Tasha combinée aux évènements thermiques de la Niña. 
Les plus fortes précipitations causées par la Niña, amenant des conditions plus humides en Australie, n'ont pas été aussi intenses depuis 1973.

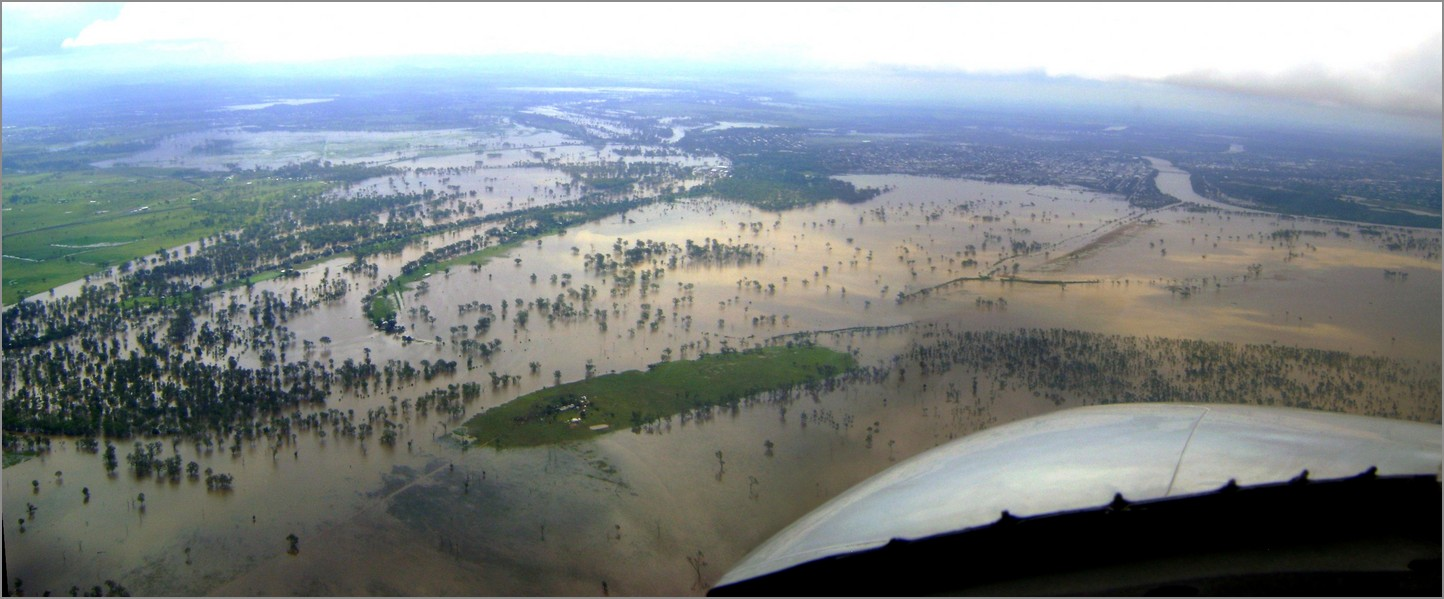
Inondations à Rockhampton, sur la gauche du Fitzroy.